# Distretto di Sibiu
Il distretto di Sibiu (in romeno Județul Sibiu) è uno dei 41 distretti della Romania, ubicato nella regione storica della Transilvania.

## Centri principali
| Comune     | Abitanti |
| ---------- | -------- |
| Sibiu      | 161 480  |
| Mediaș     | 54 564   |
| Cisnădie   | 18 073   |
| Avrig      | 14 213   |
| Agnita     | 11 320   |
| Dumbrăveni | 8 343    |
| Tălmaciu   | 7 296    |
| Săliște    | 5 834    |
| Rășinari   | 5 648    |
| Copșa Mică | 5 441    |
| Șelimbăr   | 5 399    |
| Roșia      | 5 035    |

## Struttura del distretto
Il distretto è composto da 2 municipi, 9 città e 53 comuni.

### Municipi
- Sibiu
- Mediaș

### Città
- Agnita
- Avrig
- Cisnădie
- Copșa Mică
- Dumbrăveni
- Miercurea Sibiului
- Ocna Sibiului
- Săliște
- Tălmaciu

### Comuni
- Alma
- Alțâna
- Apoldu de Jos
- Arpașu de Jos
- Ațel
- Axente Sever
- Bazna
- Bârghiș
- Biertan
- Blăjel
- Boița

- Brateiu
- Brădeni
- Bruiu
- Cârța
- Cârțișoara
- Chirpăr
- Cristian
- Dârlos
- Gura Râului
- Hoghilag
- Iacobeni

- Jina
- Laslea
- Loamneș
- Ludoș
- Marpod
- Merghindeal
- Micăsasa
- Mihăileni
- Moșna
- Nocrich
- Orlat

- Păuca
- Poiana Sibiului
- Poplaca
- Porumbacu de Jos
- Racovița
- Rășinari
- Râu Sadului
- Roșia
- Sadu
- Slimnic

- Șeica Mare
- Șeica Mică
- Șelimbăr
- Șura Mare
- Șura Mică
- Târnava
- Tilișca
- Turnu Roșu
- Valea Viilor
- Vurpăr